# Bure-les-Templiers
 Bure-les-Templiers  es una población y comuna francesa, en la región de Borgoña, departamento de Côte-d'Or, en el distrito de Montbard y cantón de Recey-sur-Ource.

## Demografía
| 235 | 211 | 172 | 154 | 130 | 150 |
| Para los censos de 1962 a 1999 la población legal corresponde a la población sin duplicidades (Fuente: INSEE [Consultar]) |     |     |     |     |     |